# 大阪歯科学院専門学校

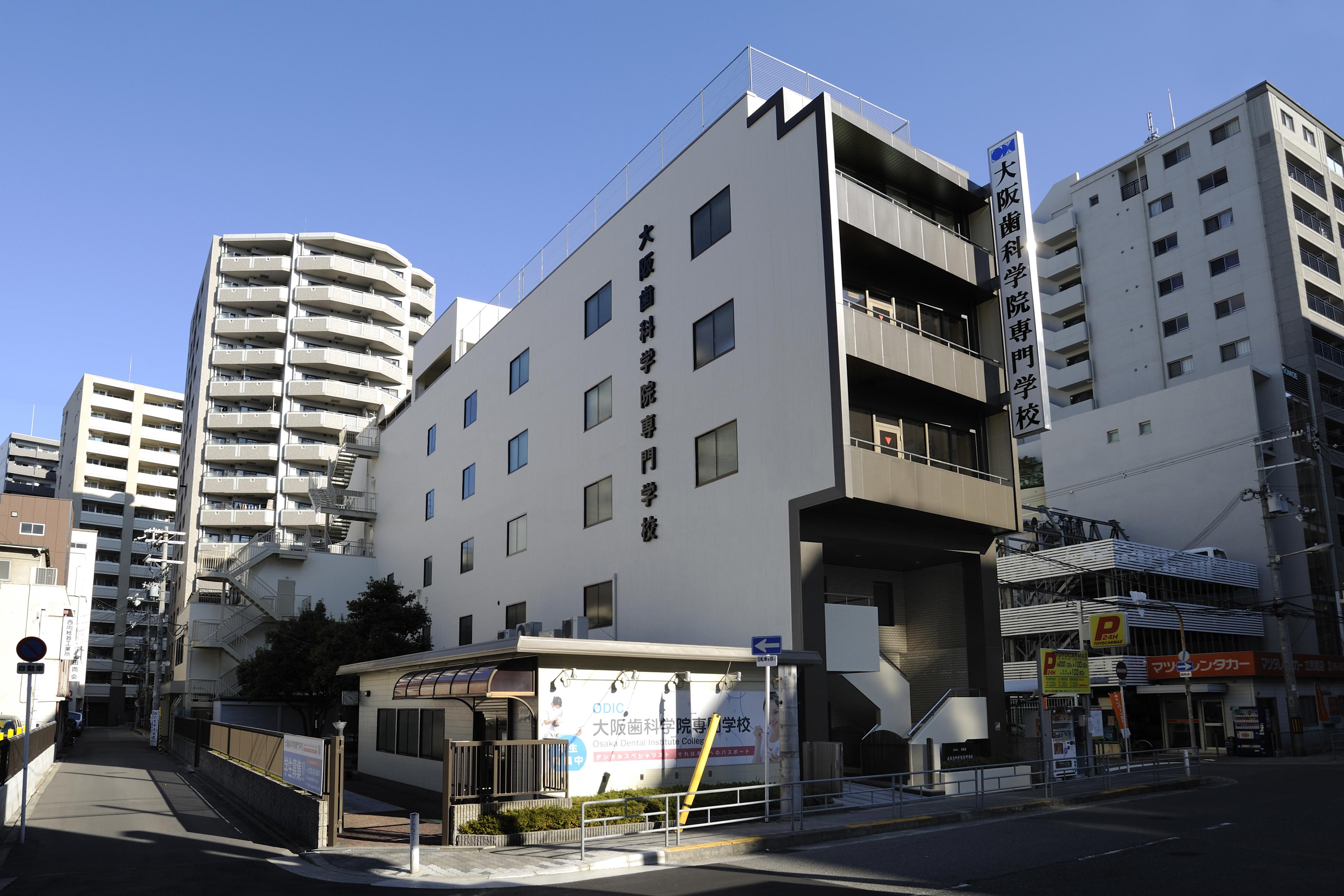
大阪歯科学院専門学校

大阪歯科学院専門学校（おおさかしかがくいんせんもんがっこう）は、一般社団法人歯英会が運営する大阪市西区にある専修学校。

## 沿革
- 1970年 - N.D.C歯科学院歯科技工士養成所として開校
- 1976年 - 「大阪歯科技工学院」と改称
- 1977年 - 専修学校の認可を受け、「大阪歯科技工専門学校」に校名変更
- 1978年 - 「大阪歯科学院専門学校」に校名変更。歯科衛生士専門課程を新設
- 2011年 - 歯科技工士学科を閉科
- 2023年 - 歯科衛生士専門課程 設立45周年

## 学科
- 歯科技工士専門課程　※2011年廃科
- 歯科衛生士専門課程

## 所在地
- 〒550-0013 大阪市西区新町3丁目12-11

　　　最寄駅：大阪メトロ 千日前線・長堀鶴見緑地線　西長堀駅（１番出口より徒歩２分）